# Yadua il Babilonese
Yadua il Babilonese (in ebraico ידוע הבבלי ‎?, translitt.: Yadua HaBavli) (Babilonia, II secolo – Siria, III secolo) era un rinomato saggio ebreo, rabbino Tanna della 5ª generazione (170 - 220 e.v.).

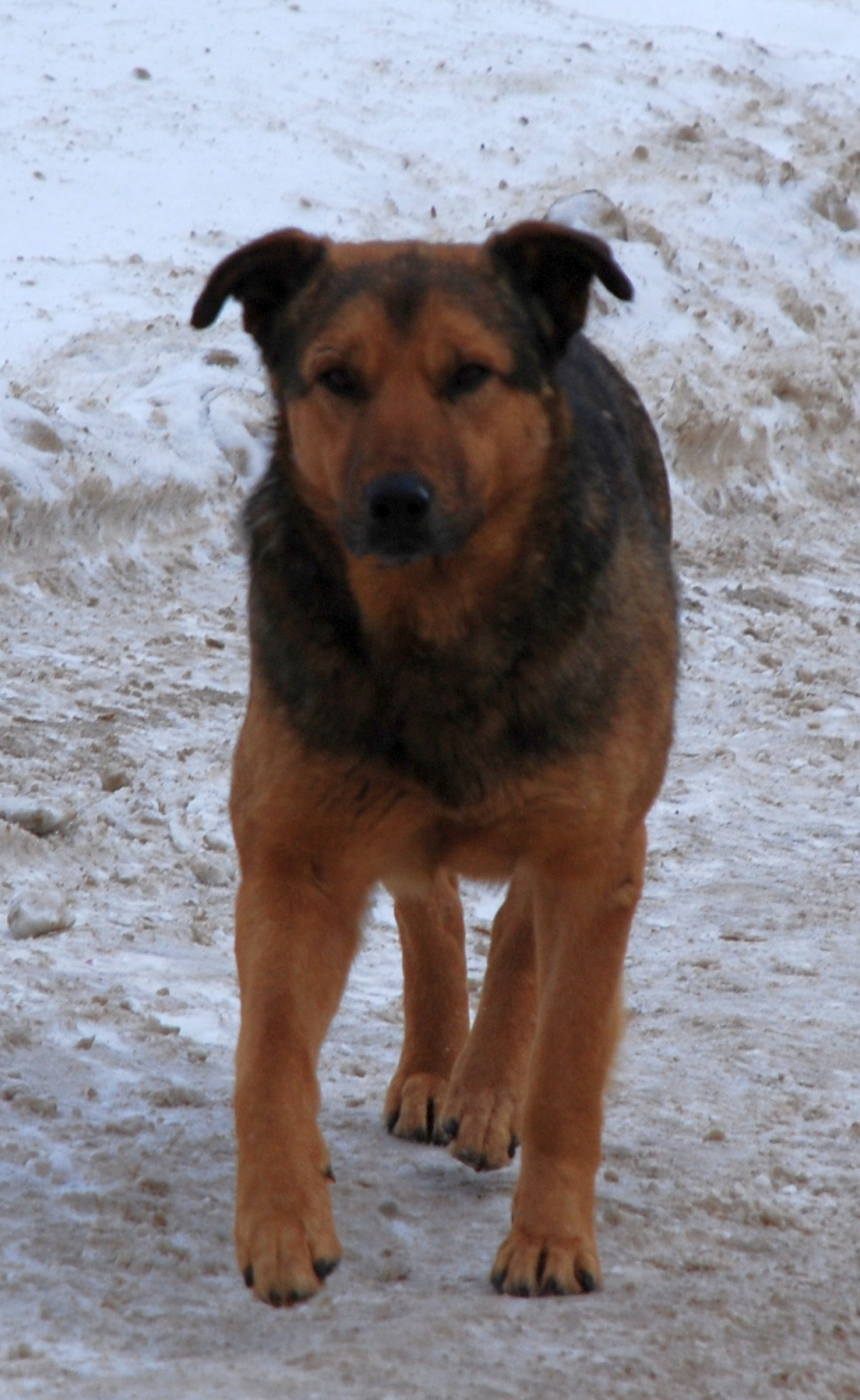
L'incidente dei cani, citato da Yadua nella Mishnah.

Discepolo del rinomato Rabbi Meir e studente di Elisha ben Abuyah, uno dei principali Tannaim che poi divenne un eretico.
Yadua il Babilonese disse a nome di Rabbi Meir: "Se [due cani vengono] da una sola direzione, il fatto non conta come incidente inevitabile ma se [vengono] da due direzioni differenti allora conta come incidente inevitabile."